# Cruz de Kurtzio
La Cruz de Kurtzio (también conocida como Cruz de Calvario y Cruz de Mendekano) es una cruz monumental apoyada en una base con una inscripción epigráfica, ubicada en la localidad vizcaína de Mundaca. Originalmente la cruz se encontraba en una carretera, pero en 1982, pensando en su preservación, fue trasladada al interior del pueblo, en una plaza a la cual da nombre.
Se trata de un calvario que fue tallado en el año 1611 por orden de Rodrigo Abad de Mendecano. Así, es una muestra del Renacimiento tardío, que cuenta con 4,42 metros de altitud. En la base tiene una inscripción que se halla en mal estado, y en la parte superior tiene una doble escultura: por un lado, un Cristo crucificado; por el otro, una Virgen con el niño Jesús.
La inscripción de la base es la siguiente:

Esta cruz la hizo hacer Rodrigo Abad de Mendecano vos que sois lector rogad al soberano.